# San Giuliano Milanese
San Giuliano Milanese ist eine Gemeinde mit 39.690 Einwohnern (Stand 31. Dezember 2023) in der Metropolitanstadt Mailand, Region Lombardei.
Die Nachbarorte von San Giuliano Milanese sind San Donato Milanese, Mediglia, Locate di Triulzi, Colturano, Carpiano und Melegnano.

## Demografie
San Giuliano Milanese zählt 13.933 Privathaushalte. Zwischen 1991 und 2001 fiel die Einwohnerzahl von 33.106 auf 31.295. Dies entspricht einer prozentualen Abnahme von 5,5 %.

## Söhne und Töchter der Stadt
- Francesco Coccopalmerio (* 1938), Kurienerzbischof
- Rino Marchesi (* 1937), italienischer Fußballspieler und -trainer